# بیل گریوز
بیل گریوز (انگلیسی: Bill Graves؛ زادهٔ ۹ ژانویهٔ ۱۹۵۳) سیاست‌مدار پیشین اهل ایالات متحده آمریکا است که به‌عنوان چهل‌وسومین فرماندار ایالت کانزاس از ۱۹۹۵ تا ۲۰۰۳ خدمت می‌کرد.